# Čejkovice, Hodonín
Čejkovice là một làng thuộc huyện Hodonín, vùng Jihomoravský, Cộng hòa Séc.